# Železný Zekon
Železný Zekon (vlastním jménem Zdeněk Knedla; 7. září 1960 Zlín) je valašský profesionální silák, držitel řady rekordů.

## Život
Narodil se 7. září 1960 ve Zlíně. S ohýbáním železa začal už na učilišti a inspirací mu byl brněnský silák Franta Kocourek. Vystupovat začal ve svých 25 letech na plese v Bystřici, kde byl hostem kosmonaut Vladimír Remek. Následovala vystoupení na diskotékách a poté s hady, které mu sháněl jeho asistent Zdeněk Svačina. S hady vystupoval nejprve v Rakousku a později na diskotékách. Poté hady vystřídal za ohýbání železa, podkov a hřebíků, později za tahání automobilů a další vystoupení.
Objevil se také ve filmech či seriálech – v roce 2002 ve filmu Brak, v roce 2008 v seriálu Comeback a v roce 2010 ve filmu Největší z Čechů.

### Zranění
Při vystoupení, kdy se snažil násadou bajonetu roztlačit jeep, si propíchl krk a bajonet jen těsně minul míchu. Odnesl to měsíčním pobytem v nemocnici. Při vystoupení v Mikulově, kde se snažil v zubech utáhnout Tatru, zase omdlel. Při vystoupení v Podolí na něho spadlo dvoutunové BMW, které mu vmáčklo žebra, a musel být odvezen na prohlídku do nemocnice.

## Rekordy

### v Guinnesově knize rekordů
- tahání auta ušima
- roztahování 40tunového kamionu
- přejetí 15 osobními auty ŠKODA FAVORIT v jedné řadě za sebou přes nechráněný hrudník
- udržení dvou od sebe startujících letadel
- utáhnutí v zubech soutěžní TATRY Karla Lopraise (12 t)
- přejetí osobním autem FORD SIERRA při ležení na fakírských hřebech.

### České rekordy
- udržení osobního auta ŠKODA Felicie proti rozjezdu na asfaltu
- přejetí 7 osobními auty ŠKODA při lehu na skleněných střepech
- rozbití 30 kg kamene na hlavě
- udržení 260 kg na sobě při závěsu za hlavu a kotníky
- udržení 2 x 13 mužů při roztahování jeho rukou od sebe (vyvinutá síla 510 kp)
- roztlačení 1 700 kg JEEPU násadou s vojenským bajonetem, který je špicí umístěn na krku (při tomto rekordu se Železný Zekon vážně zranil, když si propíchnul krk)

## Zajímavosti
V živnostenském listě měl jako povolání napsáno artista.